# Solenozetes cribratus
Solenozetes cribratus är en kvalsterart som först beskrevs av Grandjean 1929.  Solenozetes cribratus ingår i släktet Solenozetes och familjen Plasmobatidae. Inga underarter finns listade i Catalogue of Life.